# The Brothers Bloom
The Brothers Bloom es una película estadounidense de 2008 escrita y dirigida por Rian Johnson. La película es protagonizada por Mark Ruffalo, Adrien Brody, Rachel Weisz, Rinko Kikuchi, Maximilian Schell y Robbie Coltrane.
Originalmente a estrenarse en sólo cuatro cines el 15 de mayo de 2009, la película se cambió a un lanzamiento en todo el mundo dos semanas después el 29 de mayo.  En Hispanoamérica se estrenó con el título de  Los Estafadores.

## Sinopsis
Los Hermanos Bloom son los mejores estafadores del mundo, estafando a millonarios con escenarios complejos de lujuria e intriga. Ahora, decidieron tomar un último trabajo - mostrando a una bella y excéntrica heredera con una aventura romántica que los lleva alrededor del mundo.
Comienza mostrando a los hermanos Bloom de jóvenes, y realizando entonces sus primeras estafas. La película se desarrolla, sin embargo, 25 años después; cuando ya se han convertido en los estafadores más eficaces del mundo. Bang Bang, una experta japonesa en explosivos que casi nunca habla es su acompañante habitual.

## Elenco
- Adrien Brody como Bloom.[2]
- Mark Ruffalo como Stephen.
- Rachel Weisz como Penelope Stamp.[3]
- Rinko Kikuchi como Bang Bang.[4]
- Robbie Coltrane como Maximillen "The Curator" Melvile.
- Maximilian Schell como Diamond Dog.
- Ricky Jay como Narrador.
- Zachary Gordon como Joven Bloom.
- Max Records como Joven Stephen.
- Nora Zehetner como Rose.
- Joseph Gordon-Levitt como Cliente del bar (Cameo no acreditado).

| Actores principales de la película. | Actores principales de la película. | Actores principales de la película. | Actores principales de la película. | Actores principales de la película. |
| ----------------------------------- | ----------------------------------- | ----------------------------------- | ----------------------------------- | ----------------------------------- |
|                                     |                                     |                                     |                                     |                                     |
| Adrien Brody.                       | Mark Ruffalo.                       | Rachel Weisz.                       | Rinko Kikuchi.                      | Robbie Coltrane.                    |

## DVD
El DVD y el disco en Blu-ray está disponible desde el 29 de septiembre de 2009.